# Provincia di Satipo
La provincia di Satipo è una provincia del Perù, situata nella regione di Junín, di cui è la più grande provincia e quella situata più a Est. La provincia di Satipo si trova nella foresta pluviale amazzonica peruviana. La sua capitale è la città di Satipo.

## Geografia antropica

### Suddivisioni amministrative
È divisa in 8 distretti:
- Coviriali (Coviriali)
- Llaylla (Llaylla)
- Mazamari (Mazamari)
- Pampa Hermosa (Mariposa)
- Pangoa (Pangoa)
- Río Negro (Río Negro)
- Río Tambo (Puerto Ocopa)
- Satipo (Satipo)